# Johann Wilhelm Friedrich Höfling
Johann Wilhelm Friedrich Höfling, född den 30 december 1802 i Neudrossenfeld vid Bayreuth, död den 5 april 1853 i München, var en tysk teolog.
Höfling blev 1833 professor i praktisk teologi i Erlangen och 1852 konsistorialråd i München. Han var en högt ansedd representant för den luthersk-konfessionella riktningen, men trädde i bestämd opposition mot vad han uppfattade som romaniserande tendenser hos den yttersta lutherska högern i fråga om uppskattningen av det kyrkliga ämbetets betydelse. Hans förnämsta arbete är Das Sakrament der Taufe (2 band, 1846-48), än i dag av grundläggande betydelse. Stort uppseende väckte på sin tid hans avhandling Grundsätze der evangelisch-lutherischen Kirchenverfassung (1850; 3:e upplagan 1852).